# Ulla Holthoff
Ulla Holthoff (* 7. Juni 1958 in Welver) ist eine deutsche Sportjournalistin und ehemalige Wasserballerin. Sie war die erste Frau, die im deutschen Fernsehen ein Fußballspiel kommentierte; sie entwickelte als Chefin der Fußballsparte beim DSF die Fußball-Talkshow Doppelpass, deren Format später vielen Sportsendungen als Vorbild diente. Sie wird deshalb auch als „Mutter der modernen Fußballberichterstattung“ bezeichnet. Die Idee zu Doppelpass geht auf den deutschen Medienmanager Kai Blasberg zurück. Ihre Söhne sind der Fußballer Mats Hummels und der Sportkommentator Jonas Hummels.

## Leben
Die Tochter eines Bahnarbeiters wuchs in ärmlichen Verhältnissen auf. Neben Joggen und Fahrradfahren begeisterte sie sich schon früh für Fußball und spielte als Wasserballerin beim Verein SC Rote Erde Hamm. Es war ihr Ziel Journalistin zu werden, um die Welt kennenzulernen, die ihr in ihrer Jugend verwehrt blieb.
Sie ging zunächst auf eine typisch dörfliche Zwergschule mit zwei Klassen in einem Raum, später dann auf eine Mädchenrealschule, da die Eltern keinen höheren Bildungsweg unterstützten. 1977 machte sie am Märkischen Gymnasium Hamm mit Sport-Leistungskurs ihr Abitur im zweiten Bildungsweg – als erste in ihrer Familie und zu dieser Zeit als eines von wenigen Mädchen an einer bis dahin reinen Jungenschule. An der Schule lernte sie auch ihren späteren Mann, den Fußballer Hermann Hummels kennen, mit dem sie bis 1996 verheiratet war.
Zum Sportjournalismus kam sie über die Lokal- und Sportredaktion der Westdeutschen Allgemeinen Zeitung (WAZ) in Hamm, nachdem ein Klassenkamerad sie gefragt hatte, ob sie dort sonntags aushelfen wolle. Zwei Jahre später machte sie bei der WAZ ein Volontariat und gründete anschließend mit Kollegen das erste Büro für Freie Journalisten in Dortmund. Holthoff gehörte damals zu den besten Wasserballspielerinnen Deutschlands. Nachdem sie einen kritischen Artikel über den Deutschen Schwimm-Verband geschrieben hatte, wurde sie allerdings nicht als Nationalspielerin nominiert.
Sie studierte Sportwissenschaft in Köln und nahm eine Stelle als Redakteurin bei der Welt an, wollte jedoch lieber bei der Süddeutschen Zeitung arbeiten, da ihre eigene liberale Einstellung auf Dauer nicht zum konservativen Weltbild der Welt passte. Zum Fernsehjournalismus kam sie schließlich eher zufällig, als sie 1989 eine Anfrage vom ZDF erhielt, während sie an ihrer Diplomarbeit schrieb. Der Sender stellte sie ein, obwohl sie kurz vor Vertragsunterschrift zum zweiten Mal schwanger geworden war und sie dies für einen Hinderungsgrund hielt. Sie gilt als erste Frau, die im aktuellen Sportstudio einen Fußballspielbericht kommentierte. Sie wechselte 1994 als Chefin des Fußball-Ressorts zum Deutschen Sport-Fernsehen (DSF), als das ZDF sie für die Berichterstattung zur Fußball-WM 1994 nicht als Teil des Teams nominierte. Dort entwickelte sie die Idee, den Bundesligaspieltag am Sonntagvormittag im Rahmen eines Fernsehstammtisches zu präsentieren. Daraus entstand der heute etablierte Doppelpass, ein oft nachgeahmtes Fußball-Talkshow-Format. Auch das neue Format La Ola, eine Zusammenfassung von Spielen aus anderen europäischen Ligen, stammte aus ihrer Feder. Als sie sich später mit der neuen Geschäftsführung beim DSF überwarf, übernahm sie für zwei Jahre die Pressearbeit der in die Bundesliga aufgestiegenen SpVgg Unterhaching, bei der auch ihr Sohn Jonas spielte.
Seit 2001 ist Holthoff Leitende Redakteurin beim Bayerischen Rundfunk. Zunächst übernahm sie die langen Wintersporttage in der ARD; seitdem zeichnet sie beim BR für den Blickpunkt Sport verantwortlich.
2014 gehörte sie zu den fünf Finalistinnen für den „Prix Veuve Clicquot“, der seit 1984 an inspirierende Geschäftsfrauen vergeben wird.

## Veröffentlichungen
- Ulla Holthoff: 1. FC Kaiserslautern: der Verein, die Mannschaft, die Stars, der Trainer, die Spiele. München 1998, Heyne, ISBN 3-453-14810-X
- Dieter Kürten (Hrsg.), Ulla Holthoff: EM '92 Schweden. Gütersloh 1992, Bertelsmann-Club, Ungekürzte Lizenzausgabe
- Dieter Kürten (Hrsg.), Ulla Holthoff: Olympische Sommerspiele Barcelona '92. München 1992, Mosaik-Verlag, 1992 ISBN 3-576-06107-X
- Dieter Kürten (Hrsg.), Ulla Holthoff: Olympische Winterspiele Albertville '92. München 1992, Mosaik-Verlag, ISBN 3-576-10049-0
- Dieter Kürten (Hrsg.), Ulla Holthoff: Schweden, EM '92. München 1992, Mosaik-Verlag, ISBN 3-576-10034-2
- Dieter Kürten (Hrsg.), Ulla Holthoff, Ulrich Kaiser: WM '90 [neunzig], XIV. [Vierzehnte] Fussball-Weltmeisterschaft in Italien. München 1990, Mosaik-Verlag, ISBN 3-570-02882-8